# São Vicente do Pigeiro
A Freguesia de São Vicente do Pigeiro, com sede na povoação de Vendinha, foi uma freguesia portuguesa do Município de Évora, freguesia que tinha 84,88 km² de área e 364 habitantes (2011), e, por isso, uma densidade populacional de 4,3 hab/km².
Esta freguesia foi extinta em 2013, no âmbito de uma reforma administrativa nacional, para, em conjunto com a Freguesia de São Manços, formar uma nova freguesia denominada União das Freguesias de São Manços e São Vicente do Pigeiro.

## População
| População da freguesia de São Vicente do Pigeiro | População da freguesia de São Vicente do Pigeiro | População da freguesia de São Vicente do Pigeiro | População da freguesia de São Vicente do Pigeiro | População da freguesia de São Vicente do Pigeiro | População da freguesia de São Vicente do Pigeiro | População da freguesia de São Vicente do Pigeiro | População da freguesia de São Vicente do Pigeiro | População da freguesia de São Vicente do Pigeiro | População da freguesia de São Vicente do Pigeiro | População da freguesia de São Vicente do Pigeiro | População da freguesia de São Vicente do Pigeiro | População da freguesia de São Vicente do Pigeiro | População da freguesia de São Vicente do Pigeiro | População da freguesia de São Vicente do Pigeiro |
| ------------------------------------------------ | ------------------------------------------------ | ------------------------------------------------ | ------------------------------------------------ | ------------------------------------------------ | ------------------------------------------------ | ------------------------------------------------ | ------------------------------------------------ | ------------------------------------------------ | ------------------------------------------------ | ------------------------------------------------ | ------------------------------------------------ | ------------------------------------------------ | ------------------------------------------------ | ------------------------------------------------ |
| 1864                                             | 1878                                             | 1890                                             | 1900                                             | 1911                                             | 1920                                             | 1930                                             | 1940                                             | 1950                                             | 1960                                             | 1970                                             | 1981                                             | 1991                                             | 2001                                             | 2011                                             |
| 440                                              | 530                                              | 578                                              | 240                                              |                                                  |                                                  |                                                  |                                                  | 969                                              | 1 054                                            | 715                                              | 633                                              | 499                                              | 436                                              | 364                                              |

Nos censos de 1911 a 1930 estava anexada à freguesia de São Manços. Pelo decreto lei nº 27.424, de 31/12/1936, foi extinta a freguesia de Pigeiro. Pelo decreto lei nº 35.927, de 01/11/1946, foi-lhe dada de novo a autonomia administrativa.

## Património
- Monte da Abegoaria, constituído pela capela de Nossa Senhora da Piedade, sacristia e zona de habitação